# 보조금
보조금(補助金, subsidy)은 정부가 직접 또는 간접적으로 공익상 필요가 있는 경우에 개인 또는 하위 정부에 대하여 교부하는 금전적인 혜택이다. 또한 민간이 정부 등에 대해 상호 협의를 거쳐 이양하는 금전은 부담금(負擔金)이라 불린다. 하위 정부에 주는 돈은 주로 교부금으로 부른다. 보조금은 긍정적 외부효과를 해소하는데 유용하다.

## 보조금의 형태
보조금은 정부 직접 지출, 세금 인센티브, 연화 대출, 가격 지원, 정부 재화 및 서비스 제공 등 다양한 형태를 취한다. 예를 들어, 정부는 경기 침체기 동안 국민의 요금 지불을 돕고 경제 활동을 활성화하기 위해 개인과 가구에 직접 지불 보조금을 분배할 수 있다. 여기서 보조금은 경제가 어려울 때 지급되는 효과적인 재정지원 역할을 한다. 또한 합리적이고 경쟁력 있는 기업이 최적의 시장 결과를 산출하지 못할 때 시장 불완전성을 수정하는 좋은 정책 도구가 될 수도 있다. 예를 들어, 불완전한 시장 상황에서 정부는 기업이 R&D(연구 개발)에 투자하도록 장려하기 위해 보조금을 지급할 수 있다. 이는 기업에게 이익이 될 뿐만 아니라 기업이 속한 산업, 그리고 가장 중요하게는 사회 전체에도 이익이 되는 긍정적인 외부 효과를 생성한다.
일반적으로 정부에서 확장되지만 보조금이라는 용어는 NGO나 암시적 보조금 등 모든 유형의 지원과 관련될 수 있다.
보조금은 직접(현금 보조금, 무이자 대출) 및 간접(세금 감면, 보험, 저금리 대출, 가속 감가상각, 임대료 환급) 등 다양한 형태로 제공된다. 게다가 그 범위는 넓을 수도 있고 좁을 수도 있고, 합법적이거나 불법일 수도 있고, 윤리적이거나 비윤리적일 수도 있다. 가장 일반적인 형태의 보조금은 생산자 또는 소비자에 대한 보조금이다. 생산자/생산 보조금은 시장 가격 지원, 직접 지원 또는 생산 요소에 대한 지불을 제공함으로써 생산자의 후생을 보장한다. 소비자/소비 보조금은 일반적으로 소비자에 대한 상품 및 서비스 가격을 낮춘다. 예를 들어, 한때 미국에서는 생수보다 휘발유를 사는 것이 더 저렴했다.
모든 국가는 세금 인센티브 및 직접 보조금과 같은 다양한 형태를 통해 국가 및 지방 기관을 통해 보조금을 사용한다. 마찬가지로 보조금은 국내 및 국제 수준 모두에 경제적 영향을 미친다. 국내 수준에서 보조금은 국내 자원 할당 결정, 소득 분배 및 지출 생산성에 영향을 미친다. 국제적 차원에서 보조금은 무역을 통한 국제적 상호작용과 통합을 증가시키거나 감소시킬 수 있다. 이 때문에 철저한 보조금 정책이 미흡할 경우 빈곤층이나 저소득층은 물론 경제 전체에 재정적 어려움과 문제를 초래할 수 있다는 점에서 철저한 지원 정책이 필수적이다.
대체로 보조금은 정부와 경제의 상당 부분을 차지한다. 2020년 OECD 국가 중 민간 및 공공 기업에 대한 보조금 및 기타 이전(사회적 혜택, 비상환 이전 등)의 중앙값은 총 정부 지출의 56.3%였으며, 이는 같은 해 GDP의 34.9%(가중 평균)였다. 그러나 2008년 이후 시행되는 보조금 조치의 수는 급격히 증가하고 있다.
관세 무역 일반 협정에서 정부보조에 관련된 조항은 제6조, 제16조가 있다.

## 같이 보기
- 관세 무역 일반 협정
- 농업 보조금
- 연방제